# Utrecht Science Park
Het Utrecht Science Park (USP), tot 2018 De Uithof, is een wetenschapspark in de Nederlandse stad Utrecht (de hoofdstad van de provincie Utrecht). USP is gelegen in de wijk Oost, het uiterste oosten van de stad Utrecht, net ten zuiden van De Bilt, ten noorden van Bunnik en ten westen van Zeist. Het is een van de universiteitscentra van Utrecht. Naast de Universiteit Utrecht zijn diverse kennisinstellingen, onderzoeksinstituten, gezondheidszorg en bedrijven gevestigd in het gebied zoals o.a. Hogeschool Utrecht, UMC Utrecht, Wilhelmina Kinderziekenhuis, Prinses Máxima Centrum voor kinderoncologie, Hubrecht Instituut, Westerdijk Instituut, Nutricia Danone Research, TNO en Genmab.

## Geschiedenis

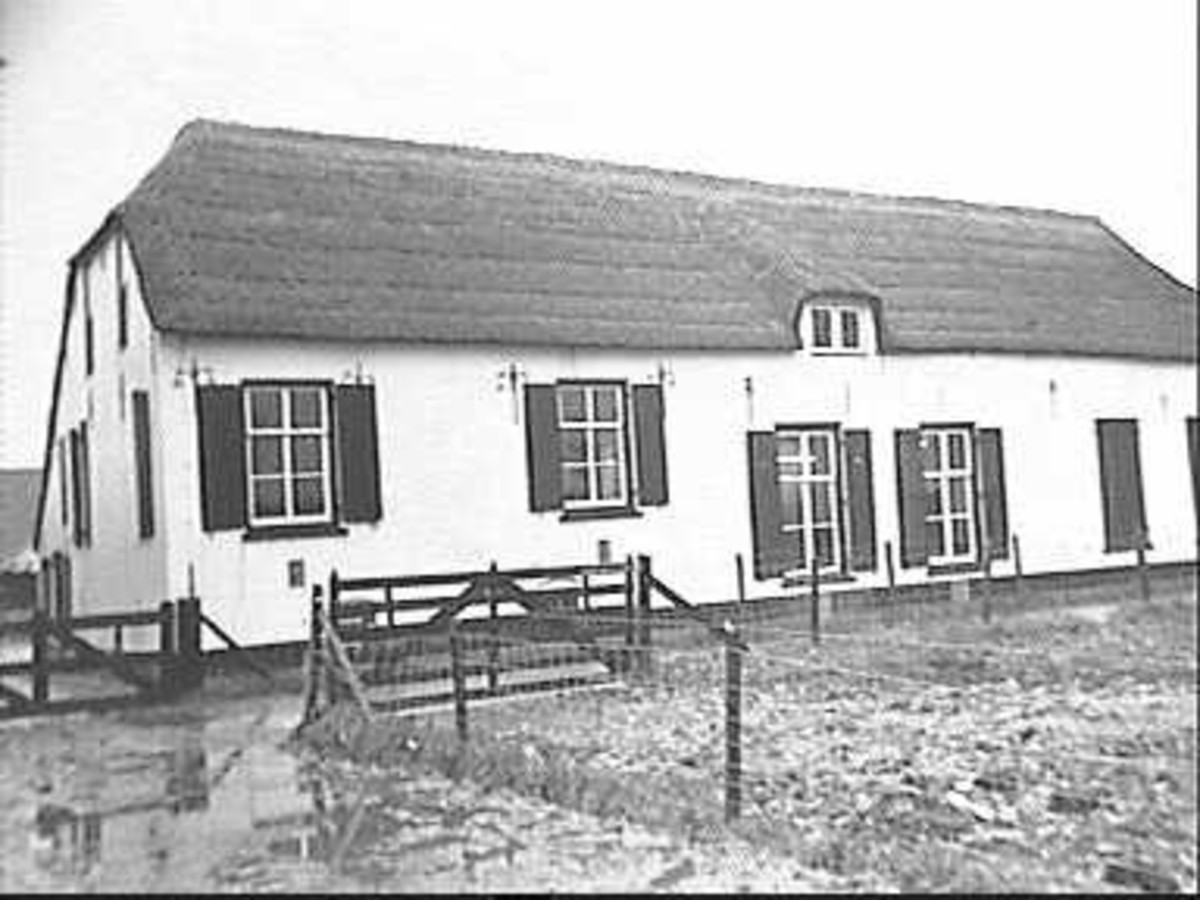
De vroeg 17e-eeuwse boerderij De Uithof.

In de voorgeschiedenis van deze ontstane buurt had vanuit de middeleeuwen de verderop gelegen St.-Laurensabdij in Oostbroek uitgebreide grondgebieden, waaronder hier. Na de ontginning van de woeste grond kwamen er akkerlanden en uithoven. Een van de oudste boerderijen die bij de abdij hoorde was hier gelegen. Tot in de tweede helft van de 20e eeuw zou dit gebied een landelijk karakter houden.
De universiteit was gevestigd in een groot aantal panden in de Utrechtse binnenstad en de uitbreidingswijken. In de loop van de tijd ondervond een aantal faculteiten een gebrek aan ruimte, waardoor het universiteitsbestuur de mogelijkheden begon te onderzoeken waar in de gemeente voldoende ruimte was voor de gewenste uitbreidingen. Voor de gebieden ten noorden, oosten en zuiden van de stad waren reeds vergevorderde plannen tot grootschalige woningbouw. Dit resulteerde in 1954 in een annexatie van delen van de omringende gemeentes en enkele jaren later in de bouw van Kanaleneiland, Overvecht en Hoograven. Het oog van het universiteitsbestuur viel op het laatste onbebouwde gebied van de gemeente, het landelijke gebied ten oosten van de stad. Als gevolg van de aanwezigheid van een aantal verdedigingswerken van de Nieuwe Hollandse Waterlinie viel het hele gebied onder de "verboden kringen". Direct nadat de Kringenwet in 1951 werd opgeschort, begon de universiteit plannen te ontwikkelen om de faculteit Diergeneeskunde vanaf de oude locatie van de Rijks Veeartsenijschool aan de Biltstraat naar De Uithof te verplaatsen. De verhuizing voltrok zich uiteindelijk tussen 1967 en 1988.
In 1958 werden de eerste bouwplannen gepresenteerd. Nadat de betrokken gemeentes (De Uithof was tot 1975 gevestigd op de grens van de gemeentes Utrecht, Zeist, Bunnik en De Bilt) akkoord gingen, kon de bouw in 1962 beginnen. In het oorspronkelijke plan stond een strakke geometrie centraal. Een belangrijk onderdeel hiervan waren de wegen die exact noord-zuid en oost-west liepen. De straten werden vernoemd naar beroemde buitenlandse universiteiten als Harvard en Cambridge. Aanvankelijk bestond De Uithof uitsluitend uit de Faculteit Diergeneeskunde en enkele onderwijs- en laboratoriumgebouwen. Naarmate de jaren 1960 vorderen kwam de ene na de andere faculteit in ruimtenood en werd een nieuwe locatie in De Uithof gezocht. Rond de jaren 1980 werden sommige faculteiten uitgebreid met nieuwe naastliggende gebouwen. Of er werden soortgelijke faculteiten, tijdens de lange verhuizingsperiode uit de binnenstad, geclusterd en bij elkaar geplaatst. Die oudere bebouwing werd soms door middel van traversen verbonden met de wat nieuwere gebouwen. Sommigen van die traversen gingen ook over de straten heen. Door de traversen konden zowel universitair medewerkers als studenten verkeersveilig en gemakkelijk van gebouw naar gebouw lopen. De hoofdroutes binnen die  gebouwen zaten daarom op de eerste etage (soms inclusief voorzieningen zoals automaten, of uitgiftepunten). Het nadeel was, net zoals bij vergelijkbare gebouwcomplexen uit de jaren 1970, dat het openbare leven op straatniveau verminderde omdat het 'openbare' leven zich meer voltrok op een etage/niveau hoger: dus binnen de gebouwen zelf.
In 1987 vestigde een voorloper van de Hogeschool Utrecht, de Hogeschool Midden Nederland (HMN) zich ook op de Uithof met de opleidingen fysiotherapie en logopedie. In 1989 verhuisde het Universitair Medisch Centrum Utrecht (UMC) naar de Uithof. Gevolgd vanaf 1995 door nog meer faculteiten van de Hogeschool Utrecht. Ook het Wilhelmina Kinderziekenhuis zou in 1999 verhuizen naar de Uithof. Ook werd rond de jaren 1990 voor het eerst de monotonie van het gebied doorbroken: naast de komst van het UMC (dat als academisch ziekenhuis nog gelieerd kon worden aan de Universiteit Utrecht) kreeg het gebied in 1994 zijn eerste supermarkt. Veel belangrijker voor de variatie op de Uithof waren de studentenwoningen die gebouwd werden waardoor dit gebied ook een woonfunctie kreeg. In 1998 werden de eerste woningen opgeleverd. De ziekenhuizen zorgden er samen met enkele studentenflats vanaf die tijd voor dat er buiten kantooruren enig leven bleef in het gebied. Eind jaren 1990, maar vooral vanaf de jaren 2000 met de oplevering van de Basketbar en de nieuwe Universiteitsbibliotheek, kreeg het gebied ook permanente voorzieningen met openbaar toegankelijke horeca zoals een café. Voor die tijd waren deze voorzieningen in tijdelijke en/of mobiele onderkomens ondergebracht. Ten slotte kwamen er naast de al langer bestaande instituten op medisch gebied (o.a. het Hubrecht Instituut) ook bedrijven in het Utrecht Science Park zoals Danone Nutricia Research en Genmap.

### Uithof 2000
Vanwege de bovengenoemde nieuwe gebruikers op de Uithof heeft de Universiteit Utrecht Rem Koolhaas in 1986 opdracht gegeven om een stedenbouwkundig plan voor de Uithof te ontwikkelen. Onderdeel van deze visie "Uithof 2000" uit 1989 was het verhogen van de ontwerpkwaliteit van de nieuw te ontwikkelen gebouwen door daar ook bekende architecten voor in te zetten, ook voor de Hogeschool Utrecht. In tegenstelling tot de jaren 1960 zijn er vanaf de jaren 1990 prijzen toegekend voor de ontwerpkwaliteit van sommige gebouwen. In de jaren 1960 lag de nadruk van het ontwerp van de gebouwen namelijk meer op functionaliteit.  

### Naamswijziging naar Utrecht Science Park
In 2011 werd het universiteitsterrein op De Uithof omgedoopt tot Utrecht Science Park. In november 2018 heeft de Utrechtse Gemeenteraad besloten de buurtnaam aan te passen naar Utrecht Science Park. Naar buiten toe treedt het gezamenlijk op met sciencepark Utrecht Science Park/Bilthoven in Bilthoven.

## Voorzieningen

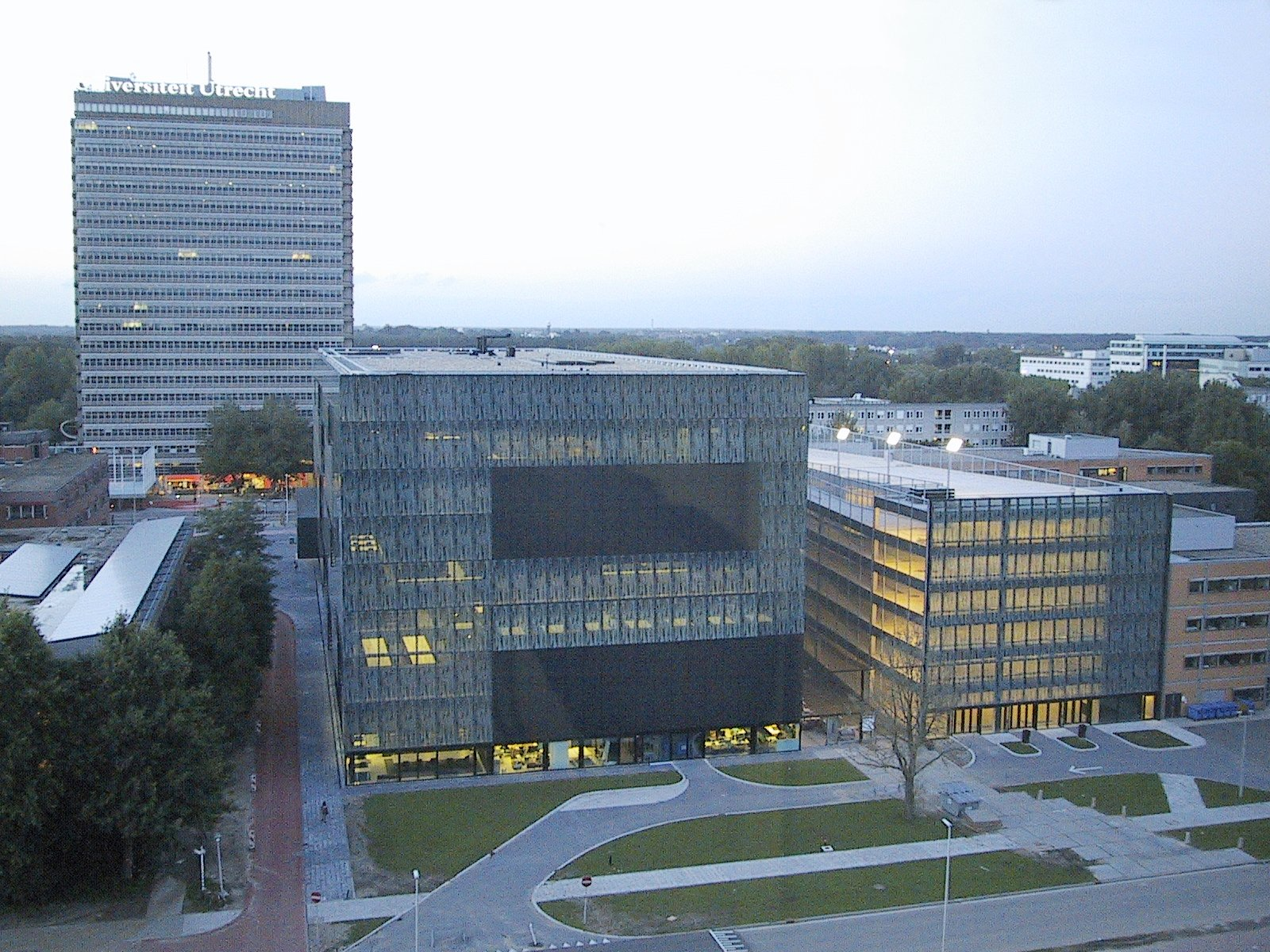
Uithof vanaf de studentenhuisvesting aan de Cambridgelaan met op de voorgrond de nieuwe bibliotheek en op de achtergrond het Van Unnikgebouw. Sinds 2008 staat rechts van die laatste Casa Confetti.

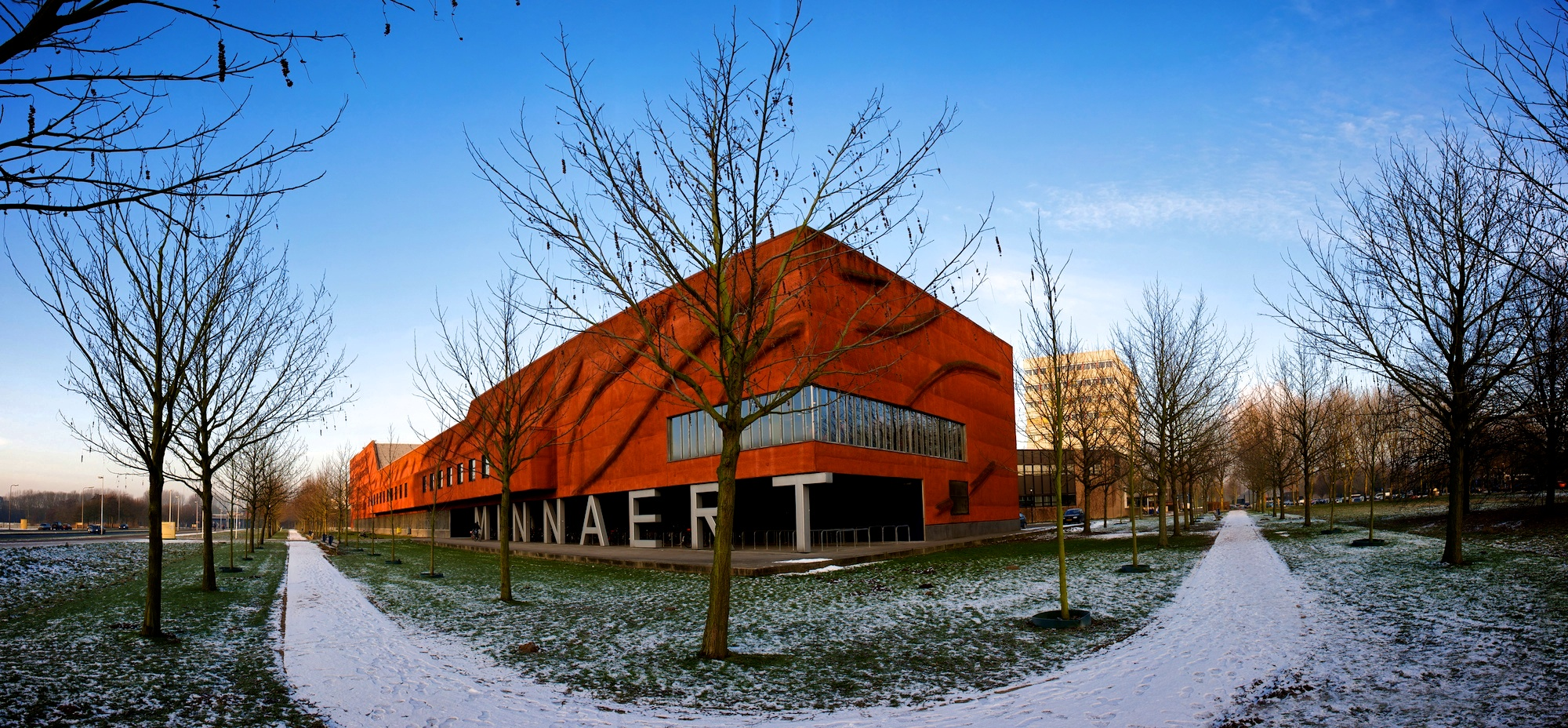
Minnaertgebouw, 1997

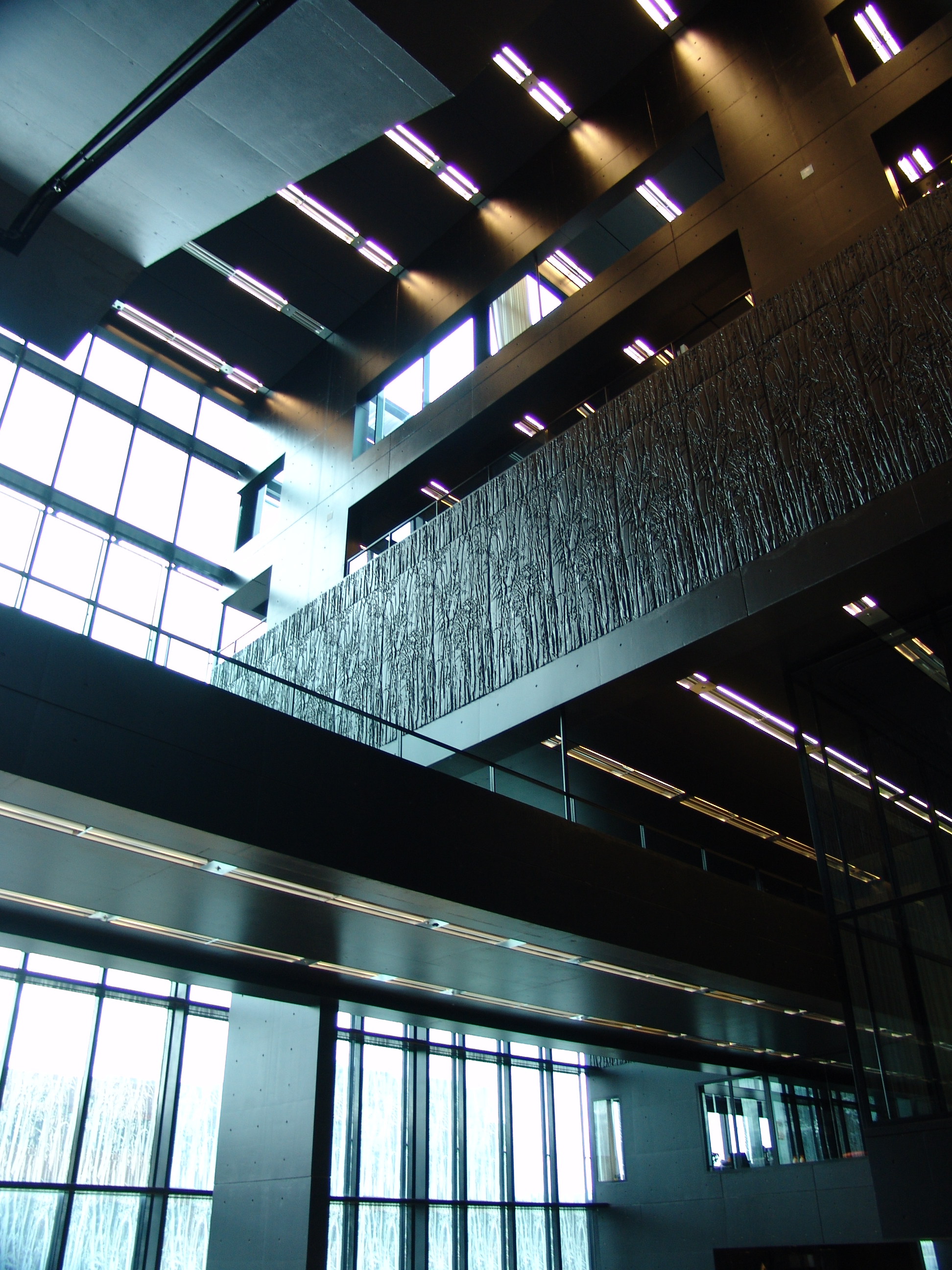
Universiteitsbibliotheek Utrecht, 2004

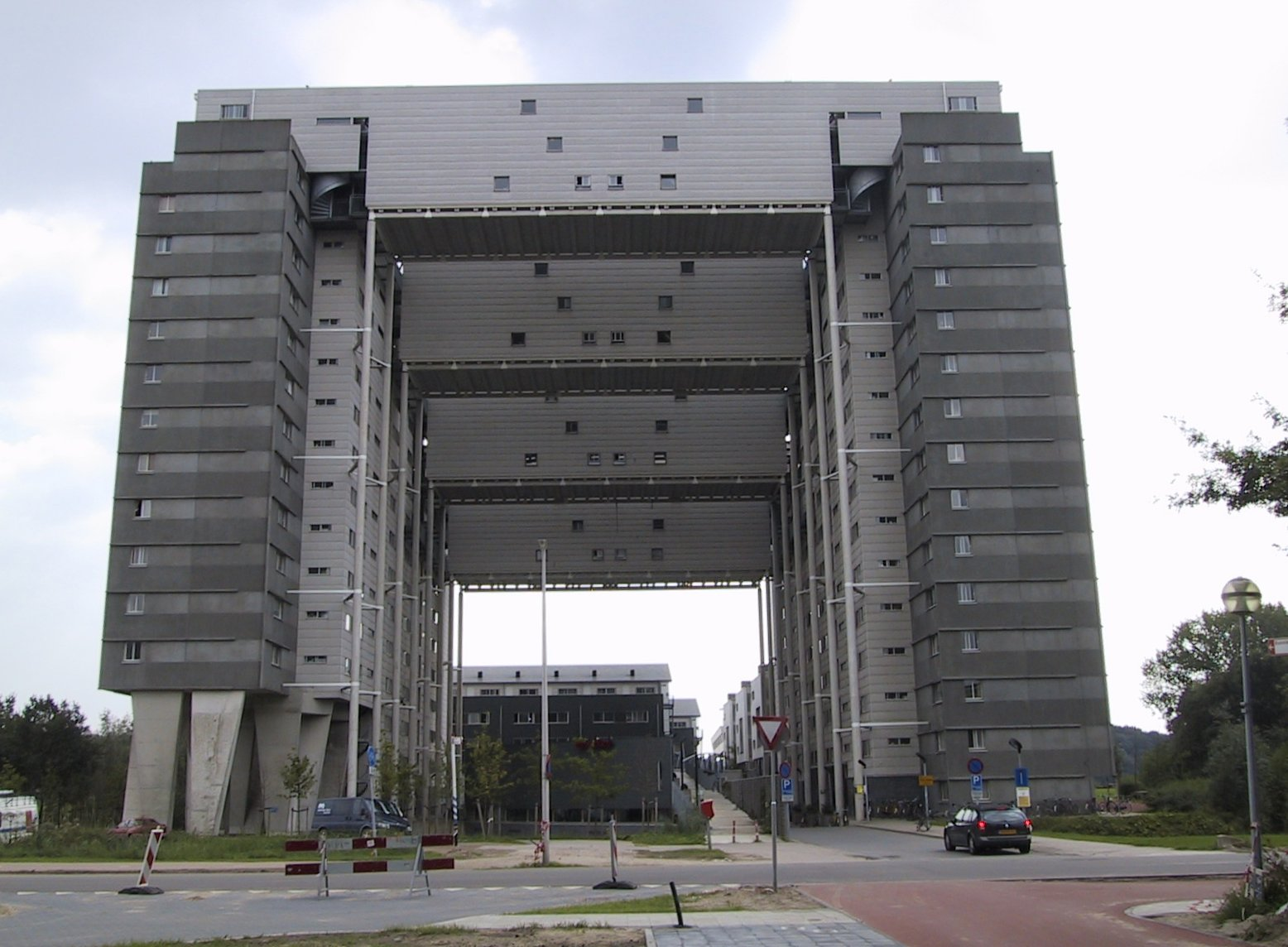
Studentencomplex Cambridgelaan, 1999

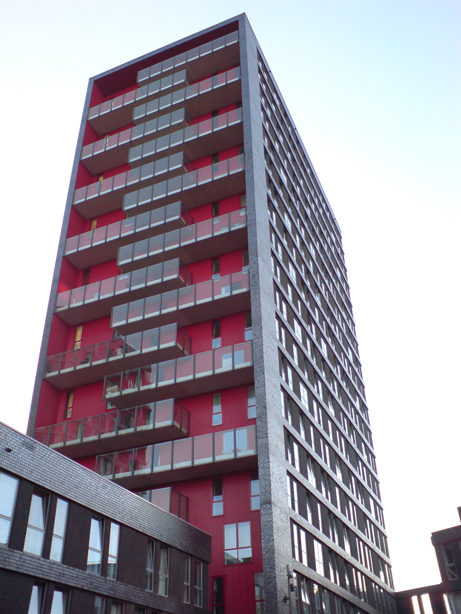
De Bisschoppen, 2007

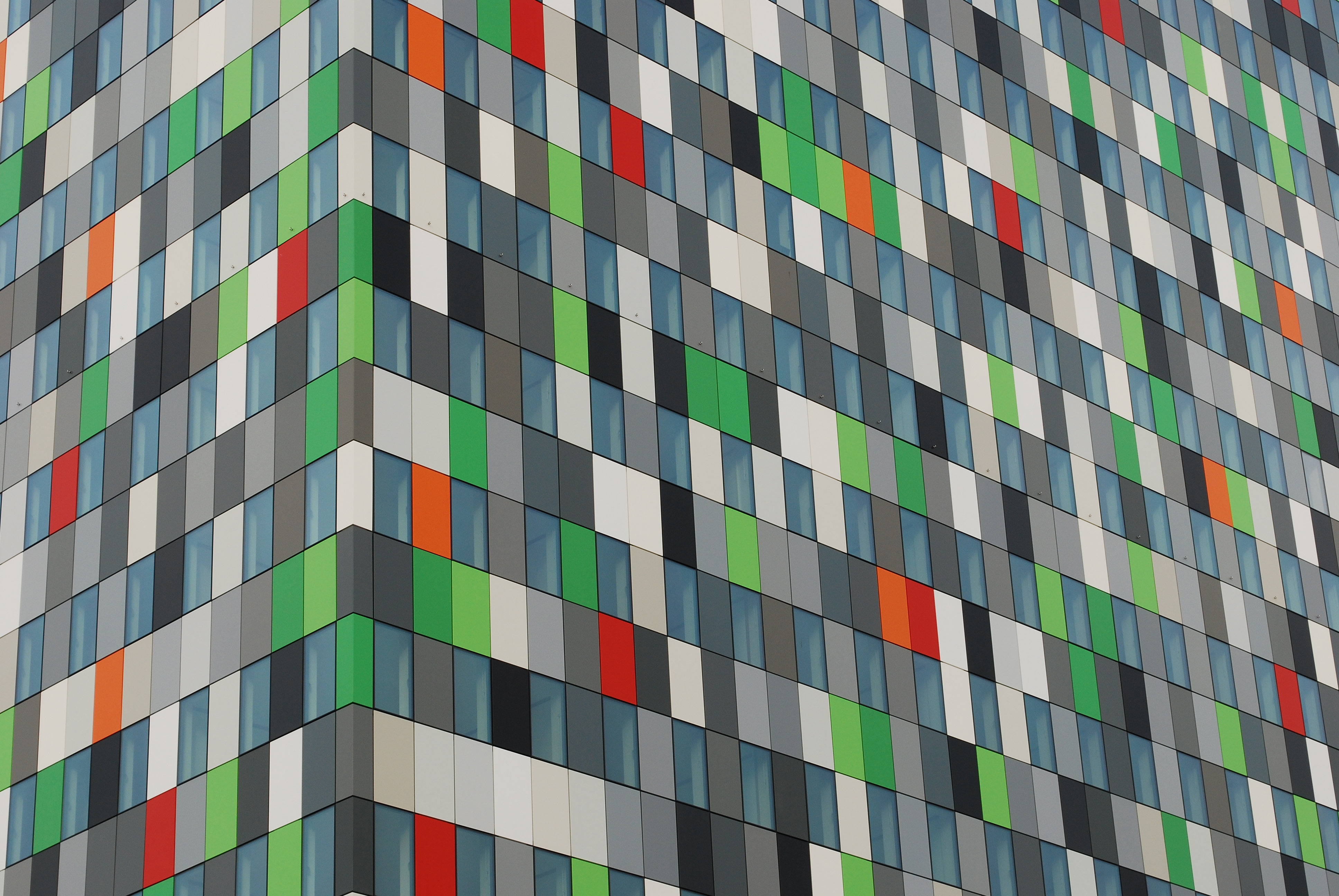
Casa Confetti, 2008

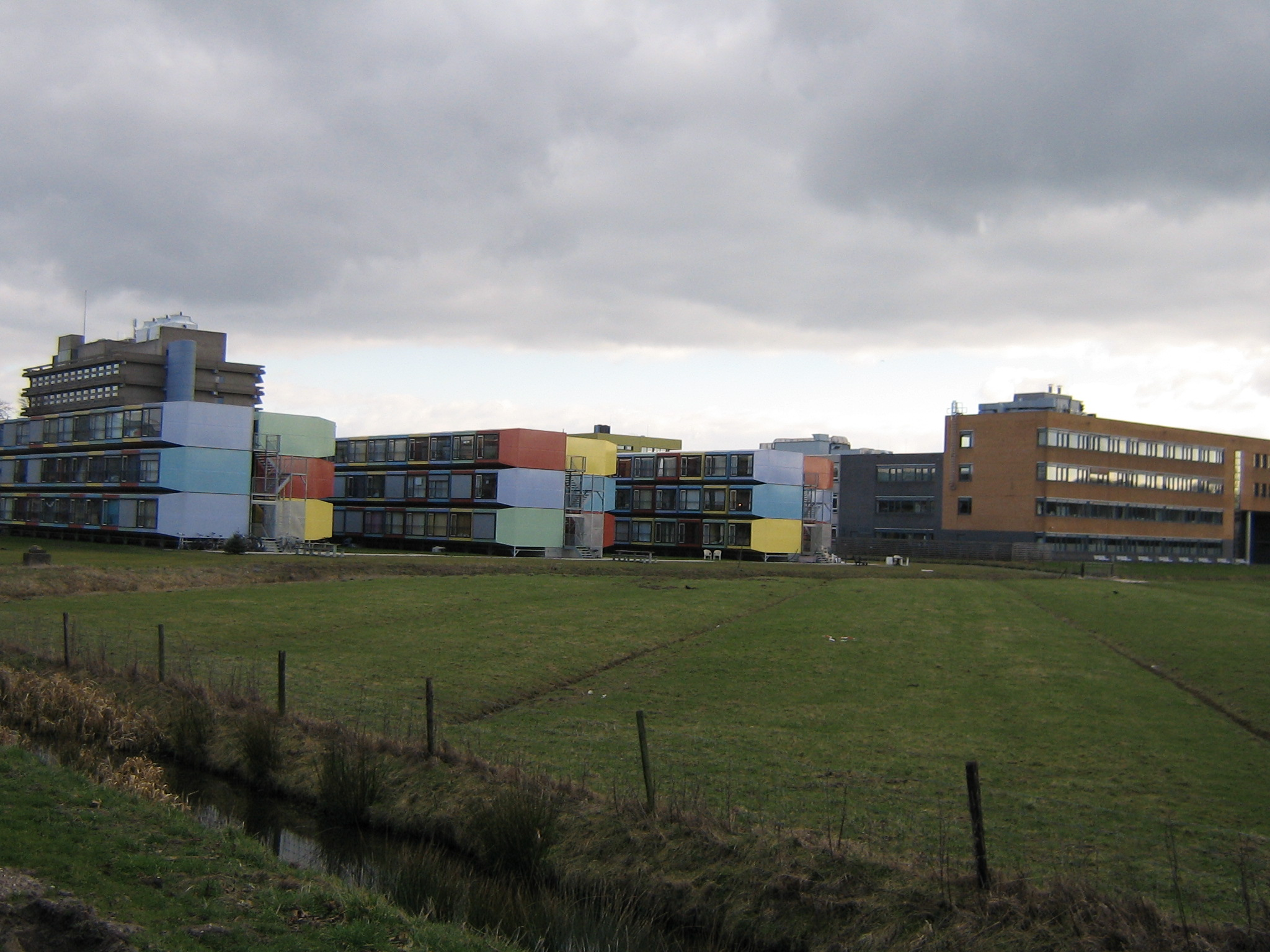
Kleurige spaceboxen voor studentenhuisvesting

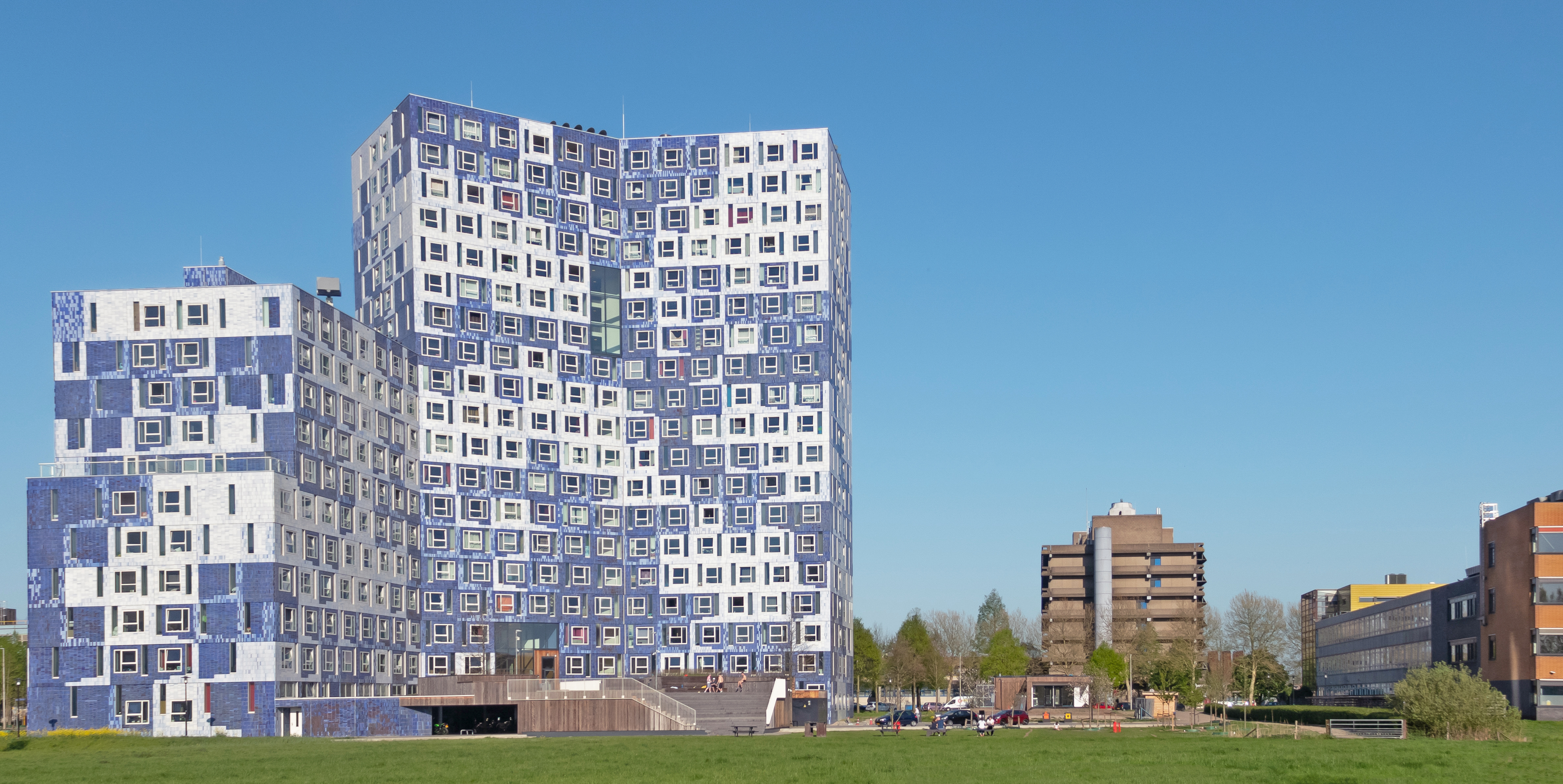
Johanna gebouw

In het Utrecht Science Park huizen enkele faculteiten en diensten van de Universiteit Utrecht, namelijk de faculteiten Bètawetenschappen, Geowetenschappen, Sociale wetenschappen, Diergeneeskunde, de Universiteitsbibliotheek Utrecht, de Universitaire Bestuursdienst en het Universitair Medisch Centrum Utrecht, waar de faculteit Geneeskunde onderdeel van is, evenals het Wilhelmina Kinderziekenhuis (WKZ), dat nauw samenwerkt met het Prinses Máxima Centrum voor kinderoncologie. De Faculteit Diergeneeskunde is gevestigd aan de rand van het Science Park zodat er veel weidegebied beschikbaar is. De Botanische Tuin Fort Hoofddijk is eveneens in USP gesitueerd, rond Fort Hoofddijk, een oud bolwerk van de Nieuwe Hollandse Waterlinie.
Alle faculteiten van de Hogeschool Utrecht (HU) zijn gevestigd in het Science Park. Daarnaast zijn er vier grote studentenflats (waaronder Studentencomplex Cambridgelaan met de Cambridgebar), het sportcomplex van Sportcentrum Olympos, en andere studentenvoorzieningen. Eind mei 2009 is er een huisartsenpost geopend.
Ook het Westerdijk Fungal Biodiversity Institute, het Hubrecht Instituut, Nutricia Danone Research, TNO en Genmab bevinden zich in het Utrecht Science Park.
Er is ook een transferium, een parkeergarage waar overgestapt kan worden op het openbaar vervoer: de eindhalte van lijn 22 (de Uithoflijn) bevindt zich onder de parkeergarage.

## Bereikbaarheid
De Uithoflijn (tram 20, 21 en 22) verbindt station Utrecht Centraal en station Utrecht Vaartsche Rijn met Utrecht Science Park (niet in het weekend). Tram 20 en 21 rijden aanvullend hun oorspronkelijke trajecten.

### Geschiedenis
In de jaren zeventig telde De Uithof ongeveer 20.000 studenten. Er studeren na 2010 50.000 studenten in het Utrecht Science Park en ter plaatse hebben ruim 27.000 werknemers er een baan. De bereikbaarheid van het Science Park houdt de gemeente daarom sinds de bouw bezig. Waar men aanvankelijk prima afkon met een reguliere busverbinding vanaf 1969 vanuit station Utrecht Centraal voorzag men eind jaren 1970 reeds dat de verbinding onder de maat was. De ligging van de Uithof, ten oosten van Utrecht, maakte het bereikbaarheidsvraagstuk gecompliceerder aangezien de historische binnenstad met relatief nauwe (winkel)straten zich tussen het Centraal Station en de Uithof bevindt. Een eerste plan om een sneltram-verbinding aan te leggen tussen het station en De Uithof stuitte op protest van de Utrechtse inwoners. De sneltram was dwars door de binnenstad gepland. 
Met de verhuizing van het Universitair Medisch Centrum Utrecht (UMC) naar de Uithof werden onder meer twee maatregelen genomen om de bereikbaarheid van het hele gebied te verbeteren. Eind 1988 (of in 1989) werd er een busbaan over de Heidelberglaan en de Padualaan op de Uithof in gebruik genomen. De Heidelberglaan en Padualaan zouden daarmee alleen maar toegankelijk zijn voor bussen, taxi's en langzaam verkeer. En het toenmalige busbedrijf van Utrecht, het GVU, introduceerde in 1989 de gelede bus in Utrecht die op buslijn 12, dus naar de Uithof en het toen nieuwe UMC ingezet zou worden. Begin jaren '90 werd de busbaan  Heidelberglaan-Padualaan verlengd richting de Weg tot de Wetenschap (beide busbanen zijn in 2019 onderdeel geworden van de Uithof-sneltramlijn, zie onderstaande paragraaf). Op deze route van lijn 12 (via het Stadion Galgenwaard en de Catharijnesingel) werden verder plaatselijk aparte rijstroken/busstroken (dus geen busbanen) gereserveerd op de openbare weg. Door verkeerslichtbeïnvloeding en het gunstig aanleggen van bushaltes nabij kruispunten wilde het GVU lijn 12 sneller en betrouwbaar maken, ook tijdens de spits. In 1999 werd langs de spoorbaan tussen het Centraal station en de Bleekstraat een vrije busbaan in gebruik genomen (als eerste stap richting een toen nog mogelijke busbaan naar de Uithof 'om de zuid'). De straatnaam was de Adama van Scheltemabaan. Vrijwel alle bussen naar het zuiden en lijn 12 maakten gebruik van deze busbaan (die tussen 2016 en 2019 is omgebouwd tot trambaan). 
Na de verhuizing van de Hogeschool Utrecht vanaf 1995 was de bestaande busverbinding onvoldoende, ook met het oog op de toen komende verhuizing van het Wilhelmina Kinderziekenhuis in 1999. De gemeente begon een plan te ontwikkelen tot de aanleg van een busbaan door de binnenstad via het tracé van de eerder afgeblazen sneltram. Deze zogenaamde binnenstadsas is uiteindelijk in 2001 opgeleverd. In tegenstelling tot de verbeteringen op lijn 12, ging het hier om een busbaan die vrijwel de gehele lengte van het traject besloeg van buslijn 11/28 naar Utrecht Centraal, bovendien was deze busbaan onderdeel van het toen nieuwe concept Hoogwaardig Openbaar Vervoer. Om de capaciteit van een tram te benaderen zijn door het GVU nieuwe dubbelgelede bussen aangeschaft die in 2002 op lijn 12 werden ingezet, zuidelijk om de binnenstad heen, en vanaf 2003 op de 'binnenstadsas' op lijn 11/28. De bussen, van het type Van Hool AGG300 waren op de 'Binnenstadsas', dus op lijn 11/28, ook onderdeel van het concept Hoogwaardig Openbaar Vervoer. Ook in andere steden en regio's werd in die tijd voor dit concept gekozen. De nieuwe busbaan kampte direct na de openstelling met capaciteitsgebrek, waardoor de toenmalige wethouder van verkeer Yet van den Bergh (Leefbaar Utrecht) een plan ontwikkelde voor een nieuwe busbaan, zuidelijk om het centrum heen. Een latere wethouder van verkeer, Tymon de Weger (ChristenUnie) kondigde in het najaar van 2006 aan de mogelijkheid te overwegen in plaats van de busbaan alsnog een sneltram naar De Uithof aan te leggen. De Utrechtse gemeenteraad steunde in het voorjaar van 2008 het voorstel van de wethouder. Door met gekoppelde lange trams te gaan rijden kon een veel grotere capaciteit per rit worden geboden. De totale gekoppelde lengte van de Uithoflijntrams is voor Nederlandse begrippen vooruitstrevend. 
De Uithoflijn (oftewel tram 22) werd op maandag 16 december 2019 in gebruik genomen.
In de bovenstaande periode zou de wethouder er ook voor zorgen dat deze tramlijn vanaf 2022 gekoppeld zou worden met de tramlijn naar Nieuwegein zodat er dan een tramnetwerk zal ontstaan. Om dit mogelijk te maken moest rond 2020 de tramlijn naar Nieuwegein omgebouwd worden tot een "lagevloertramlijn" en moest het verbouwingsplan van Utrecht Centraal in het begin van de jaren 2010 aangepast worden: aanvankelijk was het plan om het beginpunt van de tramlijn naar Nieuwegein naar het busstation Utrecht Centraal Jaarbeurszijde te verplaatsen.

### OV-verbindingen
De onderstaande tabel geeft de verbindingen per openbaar vervoer van en naar het Science Park.
| Lijnnummer | Vervoerder         | Route |
| ---------- | ------------------ | --- |
| 18         | U-OV               | USP – Rijnsweerd – Binnenstad – Station Utrecht Centraal                                                                                                 |
| 20         | U-OV               | USP – Stadion Galgenwaard – Station Utrecht Vaartsche Rijn – Station Utrecht Centraal – Kanaleneiland – Nieuwegein Stadscentrum – Nieuwegein-Zuid        |
| 21         | U-OV               | USP – Stadion Galgenwaard – Station Utrecht Vaartsche Rijn – Station Utrecht Centraal – Kanaleneiland – Nieuwegein Stadscentrum – IJsselstein Binnenstad |
| 22         | U-OV               | USP – Stadion Galgenwaard – Station Utrecht Vaartsche Rijn – Station Utrecht Centraal                                                                    |
| 27         | U-OV               | USP – Rijnsweerd – Binnenstad – Ondiep – Zuilen |
| 28         | U-OV               | USP – Rijnsweerd – Binnenstad – Station Utrecht Centraal – Station Utrecht Leidsche Rijn – De Meern – Station Vleuten                                    |
| 29         | U-OV               | Station Bilthoven – USP – Rijnsweerd – Sterrenwijk – Station Utrecht Vaartsche Rijn – Kanaleneiland – De Meern – Station Vleuten                         |
| 30         | U-OV               | USP – Rijnsweerd – Sartreweg – Station Utrecht Overvecht                                                                                                 |
| 31         | U-OV               | USP – Rijnsweerd – De Liesbosch – Nieuwegein Stadscentrum – IJsselstein Binnenstad                                                                       |
| 34         | U-OV               | P+R Westraven – Hoograven – Rijnsweerd – USP – Zeist (– Huis ter Heide – Soesterberg – Station Amersfoort Centraal)                                      |
| 200        | Transdev Nederland | Huizen → Rijnsweerd → USP → Huizen |
| 202        | Syntus Utrecht     | (Vianen Lekbrug – De Liesbosch –) Rijnsweerd – USP – Station Amersfoort Centraal (– Hoogland – Nieuwland)                                                |
| 203        | Syntus Utrecht     | Rijnsweerd – USP – Leusderkwartier – Stadskern – Schothorst – Station Amersfoort Schothorst                                                              |
| 215        | Syntus Utrecht     | Rijnsweerd – USP – Station Amersfoort Centraal – Stadskern – Schuilenburg – Vathorst – Station Amersfoort Vathorst                                       |
| 272        | Syntus Utrecht     | Rijnsweerd – USP – Soester Duinen – Station Soest Zuid – Soest – Station Baarn – Baarn                                                                   |
| 276        | Syntus Utrecht     | Rijnsweerd – USP – Station Amersfoort Centraal – Hoogland – Nieuwland – Bunschoten-Spakenburg                                                            |
| 298        | Syntus Utrecht     | Rijnsweerd – USP – Woudenberg |
| 299        | Syntus Utrecht     | Rijnsweerd – USP – Leusden-Zuid – Leusden |

Laatst bijgewerkt: 22-06-25

## Gebouwen
De eerste universiteitsgebouwen in De Uithof waren simpele houten onderkomens. De oudste nog bestaande gebouwen dateren van de jaren zestig: Transitorium 1 (nu: Marinus Ruppertgebouw) is in 1963 in gebruik genomen, Transitorium 2 (nu: Willem C. van Unnikgebouw) in 1969. Sinds in het midden van de jaren tachtig een stedenbouwkundig plan voor het gebied is ontwikkeld door het Office for Metropolitan Architecture (OMA), is er een aantal spectaculaire nieuwe gebouwen neergezet. Voor deze gebouwen tekenden bekende architecten, of architecten die door hun prestatie hier bekend geworden zijn. Het gebied heeft hierdoor een bijzonder karakter gekregen. De keuze voor prominente architecten is in belangrijke mate toe te schrijven aan voormalig bouwdirecteur Aryan Sikkema. Voorbeelden hiervan zijn:
- Het Minnaertgebouw van het departement natuurkunde van de faculteit bètawetenschappen, ontworpen door Willem Jan Neutelings. Hier steunt de verdieping op kolommen, die zodanig gevormd zijn dat ze de naam 'Minnaert' spellen. Ook bevond zich in de centrale hal een grote kunstmatige vijver. Deze is later drooggelegd en er staan bankjes.
- Het Educatorium, het onderwijscentrum van de universiteit met enkele grote collegezalen en een mensa, is ontworpen door het OMA van Rem Koolhaas.
- het Bloembergengebouw, vormgegeven door Ben van Berkel (UNStudio), waarin onderzoek met behulp van NMR-technieken wordt verricht.
- Het gebouw van de Hogeschool Utrecht waar de faculteit voor economie en management (FEM) gevestigd is ontworpen door bureau Mecanoo.
- De Universiteitsbibliotheek Utrecht die werd geopend in september 2004; architect Wiel Arets.
- Het Hijmans van den Berghgebouw (2005) is ontworpen door Erick van Egeraat associated architects (EEA).

In de begindagen werden alle universiteitsgebouwen eenvoudig Transitorium (afgekort Trans) genoemd, gevolgd door een nummer. Transitorium is Latijn voor 'doorgangshuis'. In de loop van de jaren 90 zijn de meeste gebouwen genoemd naar beroemde Utrechtse wetenschappers, die actief waren in of rondom het vakgebied dat gehuisvest is in het naar hen vernoemde gebouw. Deze gebouwen zijn:
- Buys Ballotgebouw (naar de meteoroloog Christophorus Buys Ballot)
- Caroline Bleekergebouw (naar de fysicus Caroline Bleeker)
- David de Wiedgebouw (naar de neurofarmacoloog David de Wied)
- F.A.F.C. Wentgebouw (naar de botanicus Friedrich Went) - ook wel De Ponskaart genoemd, gesloopt rond 2014
- Hans Freudenthalgebouw (naar de wiskundige Hans Freudenthal)
- Hijmans van den Berghgebouw (naar de medicus Abraham Albert Hijmans van den Bergh)
- H.R. Kruytgebouw (naar de chemicus Hugo Kruyt) - voorheen Transitorium 3
- Hubrechtlaboratorium (naar de dierkundige Ambrosius Hubrecht)
- Jeannette Donker-Voetgebouw (naar de dierenarts Jeannette Donker-Voet)
- Leonard S. Ornsteinlaboratorium (naar de experimenteel fysicus Leonard Salomon Ornstein)
- Marcel G.J. Minnaertgebouw (naar de astronoom Marcel Minnaert)
- Martinus J. Langeveldgebouw (naar de pedagoog Martinus Langeveld) - voorheen centrumgebouw zuid
- Matthias van Geunsgebouw (naar de medicus Matthias van Geuns)
- Nicolaas Bloembergengebouw (naar de natuurkundige Nico Bloembergen)
- Sjoerd Groenmangebouw (naar de socioloog Sjoerd Groenman) - voorheen centrumgebouw noord
- Stratenum (naar de medicus W. van Straaten)
- Vening Meineszgebouw A en B (naar de geofysicus en geodeet Felix Vening Meinesz)
- Victor J. Koningsbergergebouw (naar de bioloog Victor Jacob Koningsberger)
- Willem C. van Unnikgebouw (naar de theoloog Willem van Unnik) - voorheen Transitorium 2, centrumgebouw met op het dak het logo van de Universiteit Utrecht

Een aantal universiteitsgebouwen is niet naar Utrechtse wetenschappers vernoemd:
- Aardwetenschappen
- Androclusgebouw (naar de Romeinse legende van Androclus die een leeuw genas)
- Bestuursgebouw
- Educatorium
- Marinus Ruppertgebouw (naar Marinus Ruppert, de oud-bouwcurator van De Uithof) - voorheen Transitorium 1
- Robert J. van de Graafflaboratorium (naar de Amerikaanse natuurkundige en instrumentenmaker Robert van de Graaff)
- Universitair Medisch Centrum Utrecht (UMCU) - academisch ziekenhuis

En hiernaast zijn er nog gebouwen met andere functies die niet naar wetenschappers vernoemd zijn:
- Studentencomplex Cambridgelaan - studentenhuisvesting in beheer bij SSH Student Housing
- De Bisschoppen - studentenhuisvesting in beheer bij SSH Student Housing
- Casa Confetti - studentenhuisvesting in beheer bij SSH Student Housing
- Johanna - studentenhuisvesting in beheer bij SSH Student Housing, vernoemd naar de Johannapolder waarop De Uithof gevestigd is
- Heidelberglaan 7 – Hogeschool Utrecht - instituten op het gebied van gezondheidszorg en life sciences and chemistry
- Heidelberglaan 15, Hogeschool Utrecht - instituten op het gebied van economie, management, communicatie, ICT en media
- Padualaan 97 – Hogeschool Utrecht - instituten op het gebied van onderwijs en opvoeding
- Padualaan 99 – Hogeschool Utrecht - instituten op het gebied van gebouwde omgeving, engineering en design
- Padualaan 101 – Hogeschool Utrecht - instituten op het gebied van maatschappij en recht en de HU Diensten
- Bolognalaan 101 – Hogeschool Utrecht: locatie waar de HU Klinieken gevestigd zijn
- Warmte-krachtcentrale 1 & 2 - uit 1967 door Sjoerd Wouda
- Warmte-krachtcentrale 3 - uit 2006 door Liesbeth van der Pol (Dokarchitecten)